# Phelps (village, New York)
Pour les articles homonymes, voir Phelps.
Phelps est un village du comté d'Ontario, dans l'État de New York, aux États-Unis,. En 2010, il comptait une population de 1 980 habitants.

## Démographie
Lors du recensement de 2010, le village comptait une population de 1 980 habitants. Elle est estimée, en 2019, à 1 898 habitants.